# Boeing E-767
Le Boeing E-767 est un avion de détection et de commandement (AWACS) conçu pour répondre aux besoins de la force aérienne d'autodéfense japonaise ; il s'agit essentiellement du système de surveillance radar et de contrôle aérien du E-3 Sentry installé sur un 767-200. Entré en service en 2000 dans le 602e escadron, les quatre exemplaires sont stationnés sur la base aérienne de Hamamatsu.